# وویچیخ بریجینسکی
وویچیخ بریجینسکی (لهستانی: Wojciech Brydziński؛ ‏ ۲۸ ژانویهٔ ۱۸۷۷ – ۴ مهٔ ۱۹۶۶) بازیگر و کارگردان نمایش اهل لهستان بود.
از فیلم‌هایی که وی در آن‌ها نقش داشته است، می‌توان به پان تادئوش اشاره نمود.